# Стадион Чукаричког
Стадион Чукаричког или стадион на Бановом брду, је фудбалски стадион на Бановом брду у Београду, Србија. На њему своје домаће утакмице игра ФК Чукарички, а капацитет стадиона је 7.000 седећих места.
У јуну 2013. је почела изградња нове западне трибине, на месту некадашње вип и новинарске ложе, као и постављање рефлектора. Радови на западној трибини су били готови до краја августа, док је прва утакмица под светлошћу нових рефлектора одиграна 18. августа 2013. када су се у оквиру другог кола Суперлиге Србије састали Чукарички и Слобода Ужице (1:0).